# Кіссельбах
Кіссельбах (нім. Kisselbach) — громада в Німеччині, розташована в землі Рейнланд-Пфальц. Входить до складу району Рейн-Гунсрюк. Складова частина об'єднання громад Райнбеллен.
Площа — 9,13 км2. Населення становить 572 ос. (станом на 31 грудня 2020).

## Галерея

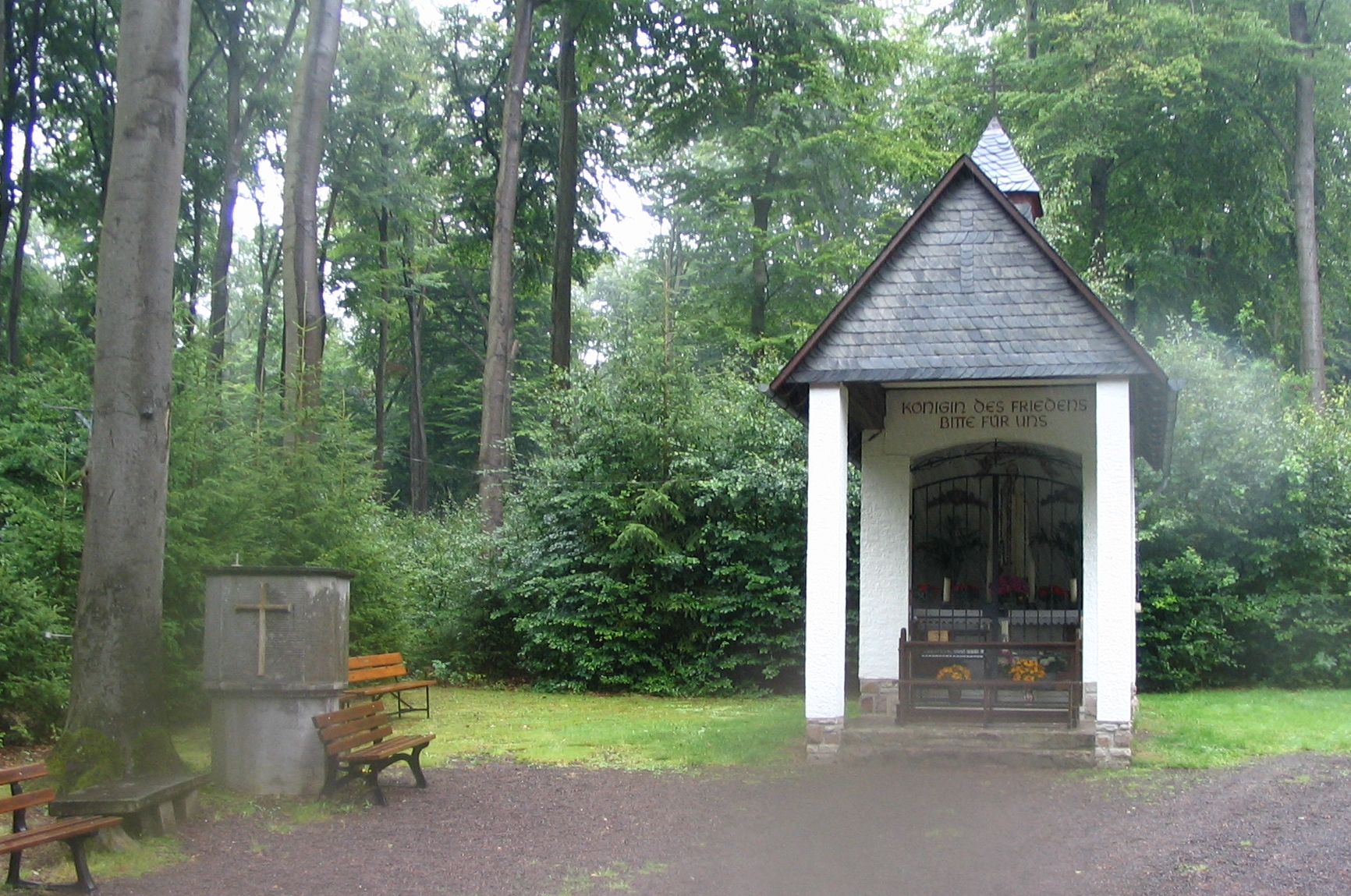